# In Marge We Trust
"In Marge We Trust" är avsnitt 22 från säsong åtta av Simpsons och sändes på Fox i USA den 27 april 1997. Avsnittet skrevs av Donick Cary och regisserades av Steven Dean Moore. Sab Shimono gästskådespelar som Mr. Sparkle, Gedde Watanabe som en fabriksanstäld och Frank Welker som babian. I avsnittet hjälper Marge Simpson pastor Lovejoy med att lösa invånarnas problem. Homer upptäcker ett tvättmedelspaket från Japan där deras maskot, Mr. Sparkle ser ut som honom.

## Handling
Pastor Lovejoys mässa får hela församlingen att somna. Efter kyrkan åker Homer med Bart och Lisa till soptippen för att slänga julgranen, de hittar där ett paket japanskt tvättmedel som använder Homer som sin maskot. Marge träffar Lovejoy och upptäcker att han inte bryr sig om samtal han får från invånarna som har frågor till honom, och han berättar varför han inte bryr sig om samtalen längre.
Marge börjar svara på frågorna han får på telefon och lyckas lösa dem alla. Lovejoy blir avundsjuk på henne. Homer pratar med Akira om tvättmedelspaket och får reda på att det är Mr. Sparkle, och ringer tillverkaren i Japan som skickar honom en reklamfilm. I reklamfilmen visar det sig att Homers ansikte ser nästan utan som en sammanslagning mellan två företag, Matsumura Fishworks och Tamaribuchi Heavy Manufacturing Corn. Deras maskot är en fisk och en glödlampa som tillsammans ser ut som Homer. Homer inser att det var en slump och lämnar undersökningen om tvättmedelspaket.
En av de som ringer Marge är Ned Flanders då han inte gillar att Jimbo, Dolph och Kearney hänger utanför Leftorium. Marge ber honom att lugnt säga till dem att gå iväg. Han gör det samtidigt som de hade tänkt att gå iväg vilket irriterar dem och de börjar jaga honom. Ned ringer Marge igen men hon ber honom att ge ungdomarna disciplin.
Nästa morgon får Marge besök av Maude och får reda på att Ned inte kom hem på kvällen. Marge kontaktar Lovejoy då hon gett Ned ett dåligt råd. De får reda på att Ned är på zoo och åker dit. Jimbo, Dolph och Kearney ger upp jakten på Ned som gömmer sig i babianburen men då babianerna upptäcker honom blir de arga och försöker attackera honom. Lovejoy räddar honom genom att plocka upp honom från ett passerande tåg och slår ner babianerna som attackerar dem. Lovejoy återfår glädjen för sitt jobb och berättar om sin upplevelse med babianerna på nästa mässa.

## Produktion
Under säsong åtta ville de ha avsnitt med andra rollfigur i handlingen. De bestämde sig för att ha ett med pastor Lovejoy för han är pastorn som inte bryr sig om något och inte hade utvecklats så mycket. Avsnittet var det första som Donick Cary skrev för serien. Han har ångrat att hans första manus fick bli ett om Marges kris med tron. Resan till soptippen tog Donick Cary inspiration från sin ungdom då han själv besökte den ofta för att hitta saker. Författarna bestämde sig för att rita ett tvättmedelspaket som såg ut som Homers ansikte på omslaget. För att få inspiration till reklamfilmen för tvättmedel såg de flera japanska reklamfilmer. En scen som klipptes bort visar att Lovejoy tog över efter Jasper Beardley som pastorn i staden. Lösningen om varför Homer ser ut som Mr. Sparkle som är tvättmedlets maskot skrevs av efter några timmars fundering av George Meyer. Matsumura Fishworks döptes efter Ichiro Matsumura som är vän till David X. Cohen.

## Mottagande
Avsnittet hamnade på plats 25 över mest sedda program under veckan med en Nielsen ratings på 10,1 vilket ger 9,8 miljoner hushåll. Det var det tredje mest sedda programmet på Fox under veckan. I boken I Can't Believe It's a Bigger and Better Updated Unofficial Simpsons Guide har Warren Martyn och Adrian Wood skrivit att avsnittet är ovanligt då båda historierna är värda en hel handling, höjdpunkten är då man får reda på att Lovejoy inte heller är så förtjust i Ned Flanders. Under 2000 ansåg i Entertainment Weekly skaparen Matt Groening på att avsnittet var det femte bästa i seriens historia. Josh Weinstein anser att det är en av de bästa från säsongen, han tycker att Mr. Sparkle-reklamen är hans favoritscen. Fruity Oaty Bar-reklamfilmen i Serenity blev senare inspirerad från avsnittets reklamfilm om Mr. Sparkle.